# Werner Schmid
Werner Schmid (25 novembre 1919 – Baden, 2005) è stato un pentatleta svizzero.

## Palmarès
In carriera ha conseguito i seguenti risultati:
- Mondiali:

Stoccolma 1949: bronzo nel pentathlon moderno a squadre.